# Partito Unitario
 Il Partito Unitario (in spagnolo Partido Unitario) è stato un partito politico argentino di tendenza liberale, che sosteneva la necessità di un governo centralizzato nelle Province Unite del Río de la Plata, divenute in seguito Repubblica Argentina nel corso del XIX secolo.

## Ideologia

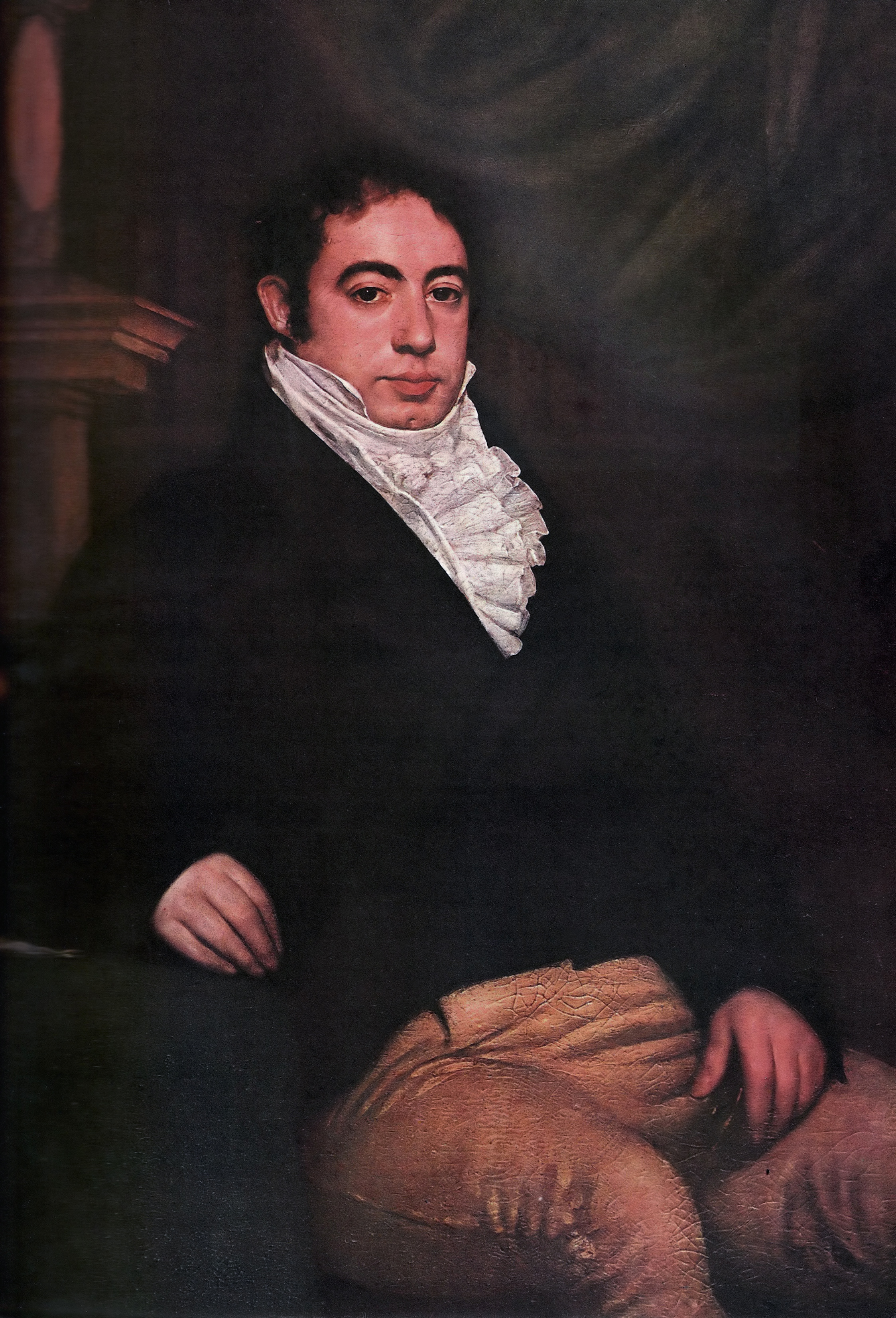
Bernardino Rivadavia.

L'unitarismo derivava direttamente dal centralismo dell'epoca dell'indipendenza e dal modello di stato centralizzato offerto dalla Francia napoleonica, che considerava la nazione preesistente alle province, viste come semplici suddivisioni amministrative interne dotate di scarsa autonomia.
Quello degli unitarios fu un gruppo composto per la maggior parte dai gruppi d'elite di Buenos Aires e dei capoluoghi provinciali (esponenti della classe alta, intellettuali, militari), che trovavano scarse adesioni da parte della popolazione rurale, più sensibile ai discorsi politici dei diversi caudillos locali.
L'unitarismo si profilò come partito politico durante i lavori dell'Assemblea costituente (Congreso Constituyente) del 1824, nella quale i rappresentanti di tutte le province cercarono di strutturare un governo nazionale. Gli unitarios si adoperarono per rendere Buenos Aires la testa, oltre che la capitale, del Paese, dal momento che la città disponeva di maggiori risorse economiche e aveva ereditato l'apparato amministrativo coloniale dell'antico viceregno. Per gli esponenti di questa fazione politica la cosa più logica era quindi installare a Buenos Aires un governo nazionale che prendesse tutte le decisioni, al quale fossero subordinate le province. Il nome unitarios viene dalla formula "in unità di regime" (in spagnolo en unidad de régimen), scritta nella Costituzione del 1826, che riassume il postulato unitario fondamentale per la quale la nazione preesisteva alle province, che erano semplici unità amministrative interne con autonomia limitata. Questo poneva il Partito Unitario in conflitto con i difensori del federalismo.
Dal punto di vista economico il Partito Unitario propugnava il liberalismo e il libero scambio come strumento di progresso. Intendevano modernizzare il sistema finanziario mediante la creazione di una banca in grado di emettere cartamoneta e la contrattazione di prestiti per l'esecuzione di opere pubbliche, e volevano che il governo nazionale disponesse di ogni risorsa economica, privandone se necessario le stesse province. Per esempio, durante la presidenza di Rivadavia furono abolite le dogane interprovinciali e i giacimenti minerari furono nazionalizzati; queste misure privarono le province di importanti fonti d'ingresso.
L'ideale unitario consisteva nel dare impulso al progresso nazionale trascurando le tendenze tradizionaliste e conservatrici, incontrando così una forte opposizione tra il clero, i caudillos e la maggioranza dei governatori provinciali, che videro minacciata la loro influenza politica. Questi settori trainarono il malcontento della popolazione rurale contro le riforme proposte dal Partito Unitario, che a loro volta non furono in grado di catturare i ceti più umili. La lotta per il potere tra unitarios e federales sfociò presto in scontri armati regionali e, in seguito, nella guerra tra il 1828 e il 1831.

## Storia

### Antecedenti
Dissolta l'autorità coloniale spagnola a seguito della Rivoluzione di Maggio (1810), si formò nell'antico Vicereame del Río de la Plata un governo centralizzato a Buenos Aires. Questo governo nazionale entrò presto in conflitto con le tendenze federalistiche della Liga Federal guidata da José Gervasio Artigas e dai caudillos regionali suoi alleati. Nel 1820 gli alleati di Artigas sconfissero il governo nazionale guidato dal Direttore Supremo José Rondeau. Dopo questo evento le antiche intendencias coloniali assunsero una loro autonomia, organizzandosi in tredici province. Buenos Aires, la provincia con maggiori risorse, prosperò rapidamente al non essere costretta a sostenere con i suoi mezzi un governo nazionale. Nelle province invece crebbe la pressione per organizzare un nuovo governo nazionale di impronta federale, che rispettasse le autonomie provinciali.

### Al governo
Nel 1824 le tredici province inviarono i loro deputati a un Congresso nazionale, che decise di affidare il potere esecutivo ad una figura presidenziale. Fu eletto allo scopo Bernardino Rivadavia, figura rappresentativa del partito unitario, che aveva sviluppato un'opera politica di carattere progressista nella provincia di Buenos Aires. Rivadavia e i suoi compagni di ideologia cercarono di imporre una forma unitaria e ottennero dal Congresso la redazione di una Costituzione che impose restrizioni alle autonomie provinciali. La Costituzione Unitaria del 1826 fu respinta dai governatori provinciali, dando inizio ad una crisi che fu aggravata dalla dichiarazione di guerra dell'Imperatore del Brasile, interessato al controllo della Banda Oriental.
La guerra argentino-brasiliana motivò la creazione di un esercito nazionale al quale le province rifiutarono di contribuire, in particolar modo dopo che il generale Lamadrid ne ebbe utilizzati alcuni contingenti per spodestare il governo della provincia di Tucumán. Questo ed altri eventi, come la promulgazione della legge che dichiarava Buenos Aires capitale nazionale, aumentarono il discredito di Rivadavia. Alla fine quest'ultimo fu costretto a dimettersi dopo che il suo emissario Manuel José García ebbe firmato un trattato di pace svantaggioso con il Brasile. Le province si dichiararono nuovamente autonome, mentre il federalista Manuel Dorrego assunse il governo della provincia di Buenos Aires nel 1827.

### La guerra civile del 1828-1831
Dorrego, incaricato degli affari esteri da tutte le province argentine, si trovò nell'impossibilità di continuare la guerra con il Brasile e firmò una pace che accettava l'indipendenza della Banda Oriental, che divenne Stato Orientale dell'Uruguay. I più importanti esponenti del partito unitario sfruttarono lo scontento dei capi militari dopo la pace e promossero una rivoluzione nel dicembre del 1828, che provocò la sconfitta e la fucilazione del governatore Dorrego. Il generale Lavalle, proclamato governatore di Buenos Aires a seguito di elezioni irregolari, dovette affrontare gli attacchi delle milizie provinciali del campo federalista. Altre truppe nazionali sollevate, comandate dal generale José María Paz, presero il controllo della Provincia di Córdoba, mentre altre province del nord passarono alla fazione degli unitarios; tra loro formarono un'alleanza (la Liga Unitaria) che affrontò le province dominate dal Partito Federale.
La guerra tra federales e unitarios si concluse nel 1831 con la sconfitta di questi ultimi. Il comandante delle milizie di Buenos Aires, Juan Manuel de Rosas, fu eletto governatore e le province riacquistarono le loro autonomie.

### Declino del Partito Unitario

Bandiera degli esiliati unitarios a Montevideo, usata come vessillo sulle navi mercantili fino al 1852.

Il governatore federalista di Buenos Aires, Juan Manuel de Rosas, fu investito della totalità del potere politico nel 1835. Iniziò allora il declino del partito unitario, dal momento che i suoi principali esponenti emigrarono nei paesi vicini, nei quali cominciarono a cospirare contro i federalisti al potere. Anche se autonome, le province si trovarono in inferiorità nei confronti di Buenos Aires, che disponeva di maggiori risorse. Grazie ad esse Rosas riuscì ad imporre governatori a lui alleati e represse ogni dissidenza politica. Agli unitarios emigrati si aggiunsero in esilio i federalisti oppositori a Rosas, ed in seguito i giovani riuniti nel gruppo di intellettuali ed artisti denominato Generación del 37 (in italiano "Generazione del 37). Tutti questi gruppi avevano in comune l'opposizione a Rosas e cospirarono durante le guerre civili che segnarono l'Argentina fino al 1852.
Rosas unificò di fatto le tredici province, che formarono la "Confederazione Argentina" (in spagnolo Confederación Argentina), della quale era la massima autorità, nonostante la sua funzione nominale fosse quella di governatore di Buenos Aires. Per mantenere questa unità represse duramente le dissidenze politiche, accusando tutti i suoi oppositori di "unitarismo".
I vecchi esponenti del partito unitario persero progressivamente la loro influenza, trovandosi esclusi da ogni partecipazione alla vita politica a causa del loro esilio. I giovani della "Generazione del 37" non simpatizzavano con loro, considerandoli i rappresentanti di una fazione il cui ruolo politico era ormai superato. Le ribellioni e le guerre che si susseguirono nel seno della Confederazione non si ispirarono più alle idee unitarie, ma erano motivate dal rifiuto del "rosismo" e dal desiderio di creare uno Stato nazionale su basi federali, che permettesse la redistribuzione alle province degli ingenti introiti di Buenos Aires e nel contempo rispettasse le autonomie provinciali. Questi ideali erano già stati enunciati dopo la sconfitta degli unitarios nel Pacto Federal del 1831, ma Rosas continuò a ritenere la Confederazione Argentina un sistema politico adeguato che non necessitasse di modifiche.
Alla fine il governatore della provincia di Entre Ríos, Justo José de Urquiza, dichiarò apertamente la sua opposizione a Rosas e abolì il motto da lui coniato "Muoiano i selvaggi unitarios" (in spagnolo Mueran los salvajes unitarios) rimpiazzandolo con "Muoiano i nemici dell'organizzazione nazionale" (Mueran los enemigos de la organización nacional). Con lui si allearono i vecchi esponenti del partito unitario, il Brasile e i colorados dell'Uruguay; le loro forze coalizzate sconfissero l'esercito di Rosas nella battaglia di Caseros, pochi chilometri ad ovest di Buenos Aires, il 3 febbraio 1852. Nel pieno della battaglia Rosas abbandonò il combattimento e, dopo aver trovato rifugio nella casa del console britannico, partì per l'esilio in Inghilterra.
Dopo la sconfitta di Rosas i rappresentanti di tutte le province, riuniti nel 1853 in un Congresso, promulgarono una Costituzione nazionale che proclamò l'Argentina una Repubblica Federale.

## Simbologia
Gli unitarios utilizzarono per bandiere, coccarde e stemmi un colore celeste chiaro combinato con il bianco, ed evitarono il colore rosso, con la sola eccezione del berretto frigio nello stemma; questo rifiuto non impedì loro di stringere alleanza con i colorados dell'Uruguay, che dovevano al rosso il loro stesso nome. Un altro colore molto utilizzato dagli esponenti del partito unitario fu il verde. I segni distintivi degli unitarios arrivarono fino al taglio della barba, sia che la rasassero per tenere soltanto le basette, sia che la lasciassero crescere in forma di U senza baffi.